# Sociedad Eléctrica de Sur Oeste
Sociedad Eléctrica del Sur Oeste S.A. bajo la marca comercial SEAL es una empresa pública peruana de generación y distribución de energía eléctrica. Esta certificada y regulada por el Ministerio de Energía y Minas del Perú. 
En el año 2021, la cantidad de clientes con contrato de condiciones uniformes vigente fue de 464 820. Se estema que para 2024 ya completo el medio millón de usuarios.

## Historia
Fue fundada el 18 de marzo de 1905, bajo la denominación de: Sociedad Eléctrica de Arequipa Ltda.
El 5 de septiembre de 1972, se creó Electroperú, mediante el Decreto Ley N.º 19521. el cual adquirió el monopolio eléctrico.
El 28 de mayo de 1982, se promulga la Ley N.º 23406, la Ley General de Electricidad, por lo cual en 1984 Electroperú tuvo que transferir, a la recién creada Sociedad Eléctrica del Sur Oeste, los servicios eléctricos que tenía a su cargo en el departamento de Arequipa.
El 15 de marzo de 1994, se crea la Empresa de Generación Eléctrica de Arequipa y el 24 de marzo de 1994, se crea la Empresa de Transmisión Eléctrica del Sur; a quienes SEAL transfiere las actividades de generación y transmisión eléctrica, respectivamente. Desde entonces, Sociedad Eléctrica del Sur Oeste se encarga de la distribución de electricidad en el área de su concesión.
El 10 de septiembre de 1999, se crea FONAFE como la entidad encargada de normar y dirigir la actividad empresarial del estado y es así que se transfiere las acciones en que participaba el estado que representaban el 84%.